# Lexington (Texas)
Lexington is een plaats (town) in de Amerikaanse staat Texas, en valt bestuurlijk gezien onder Lee County.

## Demografie
Bij de volkstelling in 2000 werd het aantal inwoners vastgesteld op 1178.
In 2006 is het aantal inwoners door het United States Census Bureau geschat op 1255, een stijging van 77 (6,5%).

## Geografie
Volgens het United States Census Bureau beslaat de plaats een oppervlakte van
3,1 km², geheel bestaande uit land.

## Plaatsen in de nabije omgeving
De onderstaande figuur toont nabijgelegen plaatsen in een straal van 36 km rond Lexington.